# Хайгейт

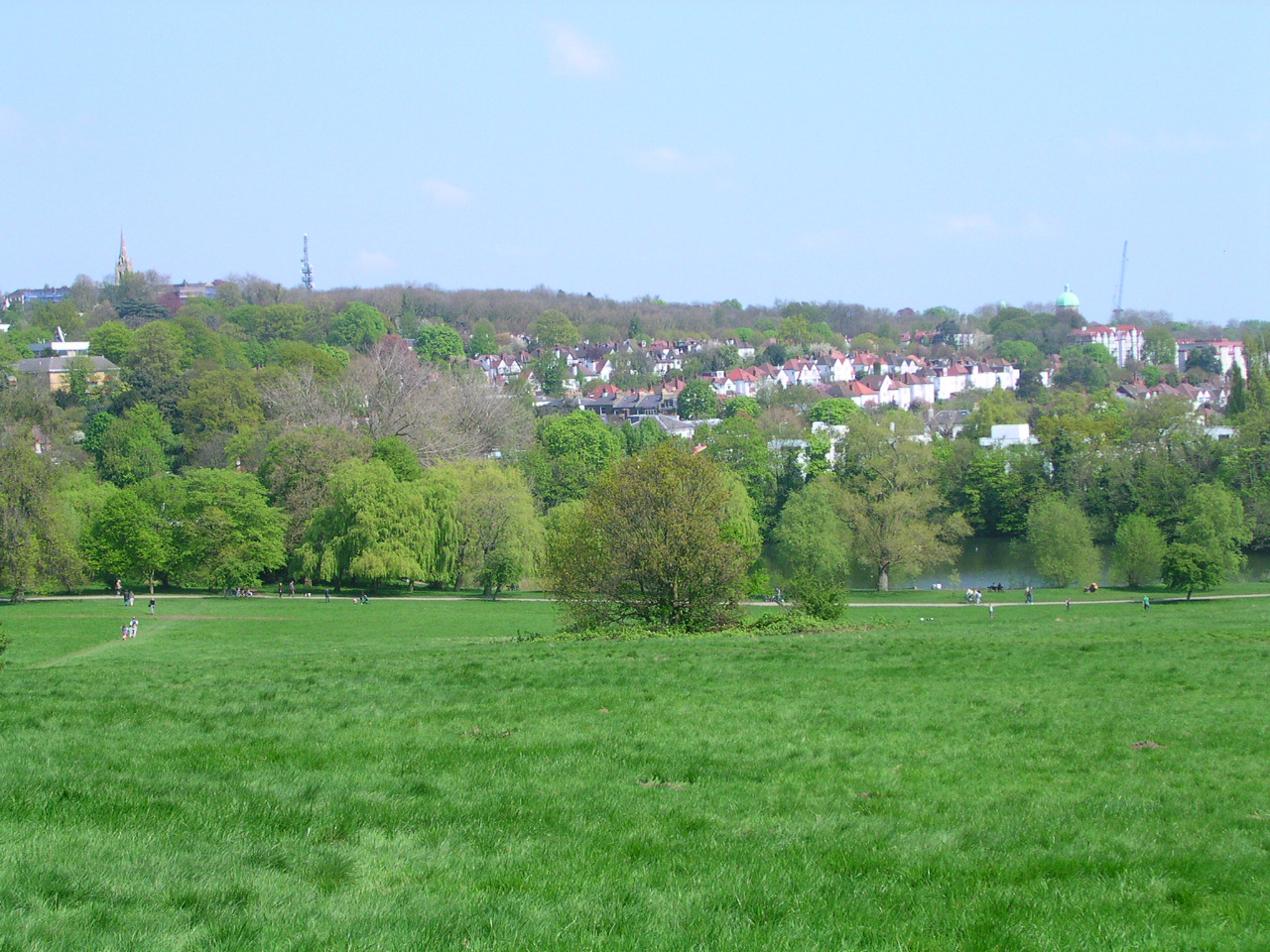
Общий вид Хайгейта

Хайгейт (Highgate) — пригород на севере Большого Лондона, отделённый от центра города лесопарковой полосой Хампстед-Хит. 

## География
Местность здесь холмистая, высотой до 131 метра. 

## История
В XIX веке сюда ходил первый в Европе трамвай на канатной тяге. Хайгейт-Хилл — улица, соединяющая Арчвей и деревню Хайгейт, которая была маршрутом дороги для канатного трамвая. Он работал с 1884 по 1909 год.
Административно поделена между городскими округами Камден (юго-запад), Ислингтон (юго-восток) и Харингей (север). 
Известностью пользовались Хайгейтская школа (где преподавал Томас Элиот) и Хайгейтское кладбище (где похоронены Карл Маркс и Майкл Фарадей). 
Поэт Сэмюэл Колридж провёл в Хайгейте последние 17 лет своей жизни.